# Noi cannibali
Noi cannibali è un film del 1953 diretto da Antonio Leonviola.

## Trama
Un piano sequenza inquadra i piedi di un uomo che entra in un teatro di quart'ordine e assiste a un numero di spogliarello. La spogliarellista è Virginia, che con la guerra ha perso la casa e i genitori e ha dovuto lasciare una Civitavecchia ancora semidistrutta per cercare fortuna altrove, finendo in una compagnia d'avanspettacolo. Quella sera, tornata a recitare nel suo paese, incontra Aldo, un amico d'infanzia. Anche Aldo è stato rovinato dalla guerra e dalla prigionia: persa la fidanzata Maria, sorella di Virginia, si unisce per disperazione a una banda di delinquenti e sconta una condanna per contrabbando. Uscito dal carcere, non è più riuscito a trovare lavoro. I due finiscono per passare la notte insieme e, il mattino dopo, Virginia propone a Aldo di rimanere a convivere con lui. Le difficoltà aumentano, lui cerca ancora di riscattarsi ma inutilmente, lei viene allontanata dalle altre donne, che temono possa minacciare la tranquillità delle loro famiglie.
Qualche tempo dopo, grazie all'intervento di un commissario di Pubblica Sicurezza, Aldo riesce a trovare un posto di lavoro e a sposare Virginia. Un boss della zona, che tutti chiamano Tango, si invaghisce di Virginia e, quando Aldo si allontana per andare a lavorare, tenta di violentarla. La donna lo respinge e lui la ferisce gravemente lasciandola in pericolo di vita. Aldo sopraggiunge e Virginia spira fra le sue braccia, ma viene accusato di uxoricidio e, solo dopo mille difficoltà, viene riconosciuto innocente. Maria, tornata in paese per i funerali della sorella, tenta di confortare Aldo ma lui, deluso e disperato, si uccide coinvolgendo anche Maria nel suo triste proposito.

## Produzione
La pellicola è ascrivibile al filone dei melodrammi sentimentali comunemente detto strappalacrime, molto in voga tra il pubblico italiano negli anni del secondo dopoguerra (1945-1955), in seguito ribattezzato dalla critica con il termine neorealismo d'appendice.
Rispetto ad analoghi film dello stesso filone, questa produzione si differenzia per l'ambientazione inedita (Civitavecchia), per l'utilizzo del colore (fu questo infatti il primo film realizzato a colori da Leonviola, con la tecnica del Ferraniacolor) e per i movimenti di macchina con inquadrature dal basso o dall'alto. Un ruolo importante è svolto dalla musica, costituita da brani di musica concreta firmati da Bruno Maderna nei quali prevale l'uso delle sirene portuali.

## Distribuzione
Il film venne distribuito nelle sale cinematografiche italiane il 16 novembre del 1953, dopo il rilascio del nulla osta da parte della commissione censura, che vietò la visione ai minori di 16 anni ed eliminò una battuta del dialogo.
Venne distribuito anche in Francia con il titolo Nous les brutes, il 7 marzo del 1956.